# Tommy Hutchison
Tommy Hutchison, właśc. Thomas Hutchison (ur. 22 września 1947 w Cardenden) – szkocki piłkarz występujący podczas kariery na pozycji pomocnika.

## Kariera klubowa
Tommy Hutchison zawodową karierę rozpoczynał w 1963 roku w drugoligowym klubie Alloa Athletic. Dobra gra zaowocowała transferem do drugoligowego angielskiego Blackpool. Trakcie sezonu 1972/73 przeszedł do pierwszoligowego Coventry City. W Coventry grał do 1981, z krótką przerwą wypożyczenie do występującego w North American Soccer League Seattle Sounders. W 1981 przeszedł do Manchesteru City. Sezon 1982/83 spędził w Hongkongu w zespole tamtejszej ligi – Bulova SA. Po powrocie do Anglii został zawodnikiem trzecioligowego Burnley.
W 1985 przeniósł się do trzecioligowego Swansea City, gdzie został grającym trenerem. Po spadku Swansea do czwartej ligi w 1986 Hutchison zrezygnował z posady trenera i pozostał w klubie jedynie jako zawodnik. W 1991 przeszedł piątoligowego Merthyr Tydfil, w którym w 1994 zakończył piłkarską karierę w wieku prawie 47 lat.
| Sezon   | Klub                 | Kraj              | Rozgrywki             | Mecze | Bramki |
| ------- | -------------------- | ----------------- | --------------------- | ----- | ------ |
| 1965/66 | Alloa Athletic F.C.  | Szkocja           | Division Two          | 16    | 1      |
| 1966/67 | Alloa Athletic F.C.  | Szkocja           | Division Two          | 29    | 2      |
| 1967/68 | Alloa Athletic F.C.  | Szkocja           | Division Two          | 23    | 1      |
| 1967/68 | Blackpool F.C.       | Anglia            | Division Two          | 9     | 0      |
| 1968/69 | Blackpool F.C.       | Anglia            | Division Two          | 32    | 2      |
| 1969/70 | Blackpool F.C.       | Anglia            | Division Two          | 41    | 2      |
| 1970/71 | Blackpool F.C.       | Anglia            | Division One          | 28    | 1      |
| 1971/72 | Blackpool F.C.       | Anglia            | Division Two          | 34    | 2      |
| 1972/73 | Blackpool F.C.       | Anglia            | Division Two          | 10    | 3      |
| 1972/73 | Coventry City F.C.   | Anglia            | Division One          | 30    | 2      |
| 1973/74 | Coventry City F.C.   | Anglia            | Division One          | 41    | 3      |
| 1974/75 | Coventry City F.C.   | Anglia            | Division Two          | 42    | 4      |
| 1975/76 | Coventry City F.C.   | Anglia            | Division One          | 42    | 1      |
| 1976/77 | Coventry City F.C.   | Anglia            | Division One          | 33    | 3      |
| 1977/78 | Coventry City F.C.   | Anglia            | Division One          | 40    | 3      |
| 1978/79 | Coventry City F.C.   | Anglia            | Division One          | 42    | 6      |
| 1979/80 | Coventry City F.C.   | Anglia            | Division One          | 40    | 1      |
| 1980    | Seattle Sounders     | Stany Zjednoczone | NASL                  | 25    | 3      |
| 1980/81 | Coventry City F.C.   | Anglia            | Division One          | 4     | 1      |
| 1980/81 | Manchester City F.C. | Anglia            | Division One          | 24    | 3      |
| 1981/82 | Manchester City F.C. | Anglia            | Division One          | 22    | 1      |
| 1982/83 | Bulova SA            | Hongkong          | First Division League | 22    | 0      |
| 1983/84 | Burnley F.C.         | Anglia            | Division Three        | 46    | 4      |
| 1984/85 | Burnley F.C.         | Anglia            | Division Three        | 46    | 0      |
| 1985/86 | Swansea City A.F.C.  | Walia             | Division Three        | 41    | 1      |
| 1986/87 | Swansea City A.F.C.  | Walia             | Division Four         | 41    | 3      |
| 1987/88 | Swansea City A.F.C.  | Walia             | Division Four         | 7     | 0      |
| 1988/89 | Swansea City A.F.C.  | Walia             | Division Three        | 44    | 3      |
| 1989/90 | Swansea City A.F.C.  | Walia             | Division Three        | 36    | 2      |
| 1990/91 | Swansea City A.F.C.  | Walia             | Division Three        | 9     | 0      |
| 1990/91 | Merthyr Tydfil F.C.  | Walia             | Conference National   | 11    | 0      |
| 1991/92 | Merthyr Tydfil F.C.  | Walia             | Conference National   | 40    | 2      |
| 1992/93 | Merthyr Tydfil F.C.  | Walia             | Conference National   | 9     | 0      |
| 1993/94 | Merthyr Tydfil F.C.  | Walia             | Conference National   | 13    | 0      |

## Kariera reprezentacyjna
W reprezentacji Szkocji Hutchison zadebiutował 26 września 1973 w wygranym 2-1 meczu eliminacjach mistrzostw świata 1974 z Czechosłowacją. W 1974 został powołany do kadry na mistrzostwa świata. Na mundialu w RFN wystąpił w dwóch meczach Zairem i Jugosławią. Ostatni raz w reprezentacji wystąpił 3 września 1975 w wygranym 1-0 meczu eliminacji Euro 76 z Danią. Ogółem w reprezentacji rozegrał 17 meczów, w których zdobył bramkę.
| Mecze i gole w reprezentacji | Mecze i gole w reprezentacji | Mecze i gole w reprezentacji | Mecze i gole w reprezentacji | Mecze i gole w reprezentacji | Mecze i gole w reprezentacji | Mecze i gole w reprezentacji |
| #                            | Data                         | Miasto                       | Przeciwnik                   | Gol                          | Wynik                        |                              |
| ---------------------------- | ---------------------------- | ---------------------------- | ---------------------------- | ---------------------------- | ---------------------------- | ---------------------------- |
| 1.                           | 26.09.1973                   | Glasgow                      | Czechosłowacja               |                              | 2:1                          | el. MŚ 1974                  |
| 2.                           | 17.10.1973                   | Bratysława                   | Czechosłowacja               |                              | 0:1                          | el. MŚ 1974                  |
| 3.                           | 14.11.1973                   | Glasgow                      | RFN                          |                              | 1:1                          | towarzyski                   |
| 4.                           | 27.03.1974                   | Frankfurt nad Menem          | RFN                          |                              | 1:2                          | towarzyski                   |
| 5.                           | 11.05.1974                   | Glasgow                      | Irlandia Północna            |                              | 0:1                          | British Home Championship    |
| 6.                           | 14.05.1974                   | Glasgow                      | Walia                        |                              | 2:0                          | British Home Championship    |
| 7.                           | 01.06.1974                   | Bruksela                     | Belgia                       |                              | 1:2                          | towarzyski                   |
| 8.                           | 06.06.1974                   | Oslo                         | Norwegia                     |                              | 2:1                          | towarzyski                   |
| 9.                           | 14.06.1974                   | Dortmund                     | Zair                         |                              | 2:0                          | Mistrzostwa Świata           |
| 10.                          | 22.06.1974                   | Frankfurt nad Menem          | Jugosławia                   |                              | 1:1                          | Mistrzostwa Świata           |
| 11.                          | 30.10.1974                   | Glasgow                      | NRD                          | Gol                          | 3:1                          | towarzyski                   |
| 12.                          | 20.11.1974                   | Glasgow                      | Hiszpania                    |                              | 1:2                          | el. Euro 76                  |
| 13.                          | 05.02.1975                   | Walencja                     | Hiszpania                    |                              | 1:1                          | el. Euro 76                  |
| 14.                          | 13.05.1975                   | Glasgow                      | Portugalia                   |                              | 1:0                          | towarzyski                   |
| 15.                          | 24.05.1975                   | Londyn                       | Anglia                       |                              | 1:5                          | British Home Championship    |
| 16.                          | 01.06.1975                   | Bukareszt                    | Rumunia                      |                              | 1:1                          | el. Euro 76                  |
| 17.                          | 03.09.1975                   | Kopenhaga                    | Dania                        |                              | 1:0                          | el. Euro 76                  |